# Fratta Todina
Fratta Todina is een gemeente in de Italiaanse provincie Perugia (regio Umbrië) en telt 1820 inwoners (31-12-2004). De oppervlakte bedraagt 17,5 km², de bevolkingsdichtheid is 104 inwoners per km².

## Demografie
Fratta Todina telt ongeveer 631 huishoudens. Het aantal inwoners steeg in de periode 1991-2001 met 7,2% volgens cijfers uit de tienjaarlijkse volkstellingen van ISTAT.
| Jaar | Inwoneraantal |
| ---- | ------------- |
| 1991 | 1617          |
| 2001 | 1733          |

## Geografie
De gemeente ligt op ongeveer 215 m boven zeeniveau.
Fratta Todina grenst aan de volgende gemeenten: Collazzone, Marsciano, Monte Castello di Vibio, San Venanzo (TR), Todi.